# Różanka pospolita
Różanka pospolita, różanka, siekierka, pukas (Rhodeus sericeus) – gatunek ryby z rodziny karpiowatych. Bywa hodowana w akwariach.

## Występowanie
Europa na zachód od Alp i Pirenejów oraz Azja Mniejsza. Nie występuje w Dalmacji, Grecji, Danii, Skandynawii oraz na Krymie. Introdukowana na Wyspach Brytyjskich.
Występuje w spokojnych rejonach dolnych partii rzek, zatokach o mulistym dnie, starorzeczach, rozlewiskach oraz zarośniętych jeziorach. Występują raczej w ławicach po kilkanaście osobników, nieraz dołączają do ławic ryb innych gatunków występujących w zbiorniku wodnym.

## Opis
Długość 5–8 cm, maksymalnie 11 cm. Ciało mocno wygrzbiecone. Łuski duże, otwór gębowy mały, końcowy, oczy duże. Linia boczna niekompletna, widoczna tylko na pierwszych 5–6 łuskach. Płetwy grzbietowa i odbytowa mają podobny kształt, lecz płetwa grzbietowa jest nieco wyższa.
Grzbiet szarawozielony lub ciemnozielonkawy, boki szarosrebrzyste, brzuch biały często z różowym odcieniem. Łuski mają ciemnoszarą krawędź co tworzy siatkowaty wzór. W tylnej części ciała występuje niebieskozielona smuga w kształcie wąskiego trójkąta o podstawie znajdującej się w środkowej części nasady ogona. Płetwy grzbietowa i odbytowa są szare, ogonowa i płetwy parzyste są czerwone lub jaskrawopomarańczowe. W okresie tarła u samców spodnia część głowy oraz brzuch, a także płetwy grzbietowa i odbytowa stają się jaskrawoczerwone, grzbiet staje się niebieskozielony, opalizujący lub fioletowy, natomiast smuga na bokach staje się bardzo intensywna.

## Odżywianie
Żywi się fitoplanktonem.

## Rozród
Trze się od IV do VI. W tym czasie u samicy wykształca się pokładełko o długości około 5 cm. W czasie tarła samce poszukują małży (skójek lub szczeżui). Po znalezieniu odpowiedniego małża samiec pilnuje go przepędzając inne samce. Gdy pojawi się samica gotowa do złożenia ikry samiec zaczyna krążyć wykonując drgające ruchy i w ten sposób obie ryby podpływają do małża. Gdy samica obejrzy małża zatrzymuje się nad nim, pochyla się głową w dół i wpuszcza jajo do pokładełka, które w tym momencie sztywnieje i prostuje się. Wówczas samica kieruje je do otworu wyrzutowego jamy skrzelowej małża a następnie do jej wnętrza składa kilka jaj, które przytwierdza do płatów skrzelowych małża. Po złożeniu jaj pokładełko natychmiast wiotczeje, samica wyjmuje je i odpływa. W tym momencie samiec wykonując konwulsyjne ruchy wydziela mlecz tuż nad otworem wlotowym skrzeli małża, który zostaje wciągnięty do skrzeli i tam następuje zapłodnienie świeżo złożonych jaj. Wylęg następuje po około 20 dniach. Larwy pozostają we wnętrzu małża przez około 14 dni i opuszczają je dopiero po prawie całkowitym zresorbowaniu woreczka żółtkowego. Różanka trze się kilkukrotnie, tak więc często w jednym małżu można znaleźć jaja i larwy w różnym stopniu rozwoju.

## Ochrona
Na terenie Polski gatunek był objęty ścisłą ochroną gatunkową. Od 2014 r. podlega ochronie częściowej.

## Hodowla
Akwarium średnie lub duże, temperatura nie większa niż 24 °C, wskazana gęsta roślinność, dobrze trzymać w większej grupie, pokarm roślinny i żywy, urozmaicony. W celu rozmnożenia należy umieścić w akwarium małża (skójkę lub szczeżuję) na czystym piasku o głębokości ok. 10 cm. Obecność małża wpływa stymulująco na samczyka, który po pewnym czasie przybiera barwy godowe. Dobrze jest też ustawić akwarium tak, aby do środka docierały promienie słoneczne.